# Portugalska na Pesmi Evrovizije
Portugalska je prvič nastopila na Evroviziji leta 1964, ko jo je s pesmijo Oração zastopal António Calvário, osvojili so zadnje mesto z nič točkami. Najboljša uvrstitev Portugalske na Pesmi Evrovizije je 1. mesto leta 2017.

## Portugalski predstavniki
| Leto | Glasbeniki         | Pesem                                   | Jezik                     | Finale             | Točke              | Polfinale                   | Točke                       |
| ---- | ------------------ | --------------------------------------- | ------------------------- | ------------------ | ------------------ | --------------------------- | --------------------------- |
| 1964 | António Calvário   | »Oração«                                | Portugalščina             | 13.                | 0                  | Ni bilo polfinalov          | Ni bilo polfinalov          |
| 1965 | Simone de Oliveira | »Sol de inverno«                        | Portugalščina             | 13.                | 1                  | Ni bilo polfinalov          | Ni bilo polfinalov          |
| 1966 | Madalena Iglésias  | »Ele e ela«                             | Portugalščina             | 13.                | 6                  | Ni bilo polfinalov          | Ni bilo polfinalov          |
| 1967 | Eduardo Nascimento | »O vento mudou                          | Portugalščina             | 12.                | 3                  | Ni bilo polfinalov          | Ni bilo polfinalov          |
| 1968 | Carlos Mendes      | »Verão«                                 | Portugalščina             | 11.                | 5                  | Ni bilo polfinalov          | Ni bilo polfinalov          |
| 1969 | Simone de Oliveira | »Desfolhada portuguesa«                 | Portugalščina             | 15.                | 4                  | Ni bilo polfinalov          | Ni bilo polfinalov          |
| 1971 | Tonicha            | »Menina do alto da serra«               | Portugalščina             | 9.                 | 83                 | Ni bilo polfinalov          | Ni bilo polfinalov          |
| 1972 | Carlos Mendes      | »A festa da vida«                       | Portugalščina             | 7.                 | 90                 | Ni bilo polfinalov          | Ni bilo polfinalov          |
| 1973 | Fernando Tordo     | »Tourada«                               | Portugalščina             | 10.                | 80                 | Ni bilo polfinalov          | Ni bilo polfinalov          |
| 1974 | Paulo de Carvalho  | »E depois do adeus«                     | Portugalščina             | 14.                | 3                  | Ni bilo polfinalov          | Ni bilo polfinalov          |
| 1975 | Duarte Mendes      | »Madrugada«                             | Portugalščina             | 16.                | 16                 | Ni bilo polfinalov          | Ni bilo polfinalov          |
| 1976 | Carlos do Carmo    | »Uma flor de verde pinho«               | Portugalščina             | 12.                | 24                 | Ni bilo polfinalov          | Ni bilo polfinalov          |
| 1977 | Os Amigos          | »Portugal no coração«                   | Portugalščina             | 14.                | 18                 | Ni bilo polfinalov          | Ni bilo polfinalov          |
| 1978 | Gemini             | »Dai li dou«                            | Portugalščina             | 17.                | 5                  | Ni bilo polfinalov          | Ni bilo polfinalov          |
| 1979 | Manuela Bravo      | »Sobe, sobe, balão sobe«                | Portugalščina             | 9.                 | 64                 | Ni bilo polfinalov          | Ni bilo polfinalov          |
| 1980 | José Cid           | »Um grande, grande amor«                | Portugalščina             | 7.                 | 71                 | Ni bilo polfinalov          | Ni bilo polfinalov          |
| 1981 | Carlos Paião       | »Playback«                              | Portugalščina             | 18.                | 9                  | Ni bilo polfinalov          | Ni bilo polfinalov          |
| 1982 | Doce               | »Bem bom«                               | Portugalščina             | 13.                | 32                 | Ni bilo polfinalov          | Ni bilo polfinalov          |
| 1983 | Armando Gama       | »Esta balada que te dou«                | Portugalščina             | 13.                | 33                 | Ni bilo polfinalov          | Ni bilo polfinalov          |
| 1984 | Maria Guinot       | »Silêncio e tanta gente«                | Portugalščina             | 11.                | 38                 | Ni bilo polfinalov          | Ni bilo polfinalov          |
| 1985 | Adelaide Ferreira  | »Penso em ti, eu sei«                   | Portugalščina             | 18.                | 9                  | Ni bilo polfinalov          | Ni bilo polfinalov          |
| 1986 | Dora               | »Não sejas mau para mim«                | Portugalščina             | 14.                | 28                 | Ni bilo polfinalov          | Ni bilo polfinalov          |
| 1987 | Nevada             | »Neste barco à vela«                    | Portugalščina             | 18.                | 15                 | Ni bilo polfinalov          | Ni bilo polfinalov          |
| 1988 | Dora               | »Voltarei«                              | Portugalščina             | 18.                | 5                  | Ni bilo polfinalov          | Ni bilo polfinalov          |
| 1989 | Da Vinci           | »Conquistador«                          | Portugalščina             | 16.                | 39                 | Ni bilo polfinalov          | Ni bilo polfinalov          |
| 1990 | Nucha              | »Há sempre alguém«                      | Portugalščina             | 20.                | 9                  | Ni bilo polfinalov          | Ni bilo polfinalov          |
| 1991 | Dulce Pontes       | »Lusitana paixão«                       | Portugalščina             | 8.                 | 62                 | Ni bilo polfinalov          | Ni bilo polfinalov          |
| 1992 | Dina               | »Amor d'água fresca«                    | Portugalščina             | 17.                | 26                 | Ni bilo polfinalov          | Ni bilo polfinalov          |
| 1993 | Anabela            | »A cidade (até ser dia)«                | Portugalščina             | 10.                | 60                 | Kvalifikacija za Millstreet | Kvalifikacija za Millstreet |
| 1994 | Sara Tavares       | »Chamar a música«                       | Portugalščina             | 8.                 | 73                 | Ni bilo polfinalov          | Ni bilo polfinalov          |
| 1995 | Tó Cruz            | »Baunilha e chocolate«                  | Portugalščina             | 21.                | 5                  | Ni bilo polfinalov          | Ni bilo polfinalov          |
| 1996 | Lúcia Moniz        | »O meu coração não tem cor«             | Portugalščina             | 6.                 | 92                 | 18.                         | 32                          |
| 1997 | Célia Lawson       | »Antes do adeus«                        | Portugalščina             | 24.                | 0                  | Ni bilo polfinalov          | Ni bilo polfinalov          |
| 1998 | Alma Lusa          | »Se eu te pudesse abraçar«              | Portugalščina             | 12.                | 36                 | Ni bilo polfinalov          | Ni bilo polfinalov          |
| 1999 | Rui Bandeira       | »Como tudo começou«                     | Portugalščina             | 21.                | 12                 | Ni bilo polfinalov          | Ni bilo polfinalov          |
| 2001 | MTM                | »Só sei ser feliz assim«                | Portugalščina             | 17.                | 18                 | Ni bilo polfinalov          | Ni bilo polfinalov          |
| 2003 | Rita Guerra        | »Deixa-me sonhar (só mais uma vez)«     | Portugalščina, angleščina | 22.                | 13                 | Ni bilo polfinalov          | Ni bilo polfinalov          |
| 2004 | Sofia Vitória      | »Foi magia«                             | Portugalščina             | Brez finala        | Brez finala        | 15.                         | 38                          |
| 2005 | 2B                 | »Amar«                                  | Portugalščina, angleščina | Brez finala        | Brez finala        | 17.                         | 51                          |
| 2006 | Nonstop            | »Coisas de nada (Gonna Make You Dance)« | Portugalščina, angleščina | Brez finala        | Brez finala        | 19.                         | 26                          |
| 2007 | Sabrina            | »Dança comigo«                          | Portugalščina             | Brez finala        | Brez finala        | 11.                         | 88                          |
| 2008 | Vânia Fernandes    | »Senhora do mar (Negras águas)«         | Portugalščina             | 13.                | 69                 | 2.                          | 120                         |
| 2009 | Flor-de-Lis        | »Todas as ruas do amor«                 | Portugalščina             | 15.                | 57                 | 8.                          | 70                          |
| 2010 | Filipa Azevedo     | »Há dias assim«                         | Portugalščina             | 18.                | 43                 | 4.                          | 89                          |
| 2011 | Homens da Luta     | »A luta é alegria«                      | Portugalščina             | Brez finala        | Brez finala        | 18.                         | 22                          |
| 2012 | Filipa Sousa       | »Vida minha«                            | Portugalščina             | Brez finala        | Brez finala        | 13.                         | 39                          |
| 2014 | Suzy               | »Quero ser tua«                         | Portugalščina             | Brez finala        | Brez finala        | 11.                         | 39                          |
| 2015 | Leonor Andrade     | »Há um mar que nos separa«              | Portugalščina             | Brez finala        | Brez finala        | 14.                         | 19                          |
| 2017 | Salvador Sobral    | »Amar pelos dois«                       | Portugalščina             | 1.                 | 758                | 1.                          | 370                         |
| 2018 | Cláudia Pascoal    | »O jardim«                              | Portugalščina             | 26.                | 39                 | Gostiteljica                | Gostiteljica                |
| 2019 | Conan Osíris       | »Telemóveis«                            | Portugalščina             | Brez finala        | Brez finala        | 15.                         | 51                          |
| 2020 | Elisa              | »Medo de sentir«                        | Portugalščina             | Festival odpovedan | Festival odpovedan | Festival odpovedan          | Festival odpovedan          |
| 2021 | The Black Mamba    | »Love Is on My Side«                    | Angleščina                | 12.                | 153                | 4.                          | 239                         |
| 2022 | MARO               | »Saudade, saudade«                      | Angleščina, portugalščina | 9.                 | 207                | 4.                          | 208                         |
| 2023 | Mimicat            | »Ai coração«                            | Portugalščina             | 23.                | 59                 | 9.                          | 74                          |
| 2024 | Iolanda            | »Grito«                                 | Portugalščina             | 10.                | 152                | 8.                          | 58                          |
| 2025 | Napa               | Deslocado                               | Portugalščina             | 21.                | 50                 | 9.                          | 56                          |